# 東山牛肉崎警察官吏派出所
東山牛肉崎警察官吏派出所是臺灣臺南市的文化資產，位於東山區，是日治時期隸屬於臺南州新營郡警察課白河分室的派出所，二次大戰後成為水雲派出所，於民國九十八年（2009年）8月18日公告為歷史建築。近期展開修復工作，將結合水雲國小園區帶動地方觀光發展。

## 沿革
東山牛肉崎警察官吏派出所大約建於1930年代，是臺南州新營郡警察課白河分室轄下的派出所之一，其管轄範圍為當時番社庄的牛肉崎、番子嶺、二重溪大字。二次大戰之後，該派出所成為臺南縣警察局的水雲派出所廳舍，1986年新廳舍建設完成之後閒置多時，而後水雲派出所也遭到裁撤，緊鄰的東河國小（今 吉貝耍國小）水雲分校也在2002年裁撤。
2016年，曾在水雲派出所後方鑽探溫泉，但因出水量小，無開發價值。

## 建築
東山牛肉崎警察官吏派出所的建材主要使用檜木，牆壁用竹篾片編成後塗上混有粗糠的泥土與石灰，再覆蓋上雨淋板。